# トルコ風呂 (性風俗)
性風俗用語としてのトルコ風呂（トルコぶろ）は、かつて日本で個室付特殊浴場の名称として用いられていた。今日では「ソープランド」と改められた。
「トルコ風呂」は字義どおりにはトルコ風の浴場という意味で、一般的には中東の都市でみられる伝統的な公衆浴場であるハンマームを指す。しかし、日本では1953年頃に現れた個室式特殊浴場を指す性風俗用語として定着し、1984年にトルコ人留学生の抗議運動をきっかけに「ソープランド」と改称されるまで用いられた。

## 「トルコ風呂」の誕生

ドミニク・アングルの作品「トルコ風呂」（1862年、ルーヴル美術館所蔵）。オリエンタリズムのイメージで描かれた「トルコ風呂」の例。

中東圏の外に「トルコ風呂」の名で伝えられたハンマームは、本来、ごく一般的な伝統的な公衆浴場である。歴史的には、中東の伝統的な社会のあり方に則って、男性社会から隔離され、自由に外出することを制限されてきた女性たちが素顔をさらして集うことのできたハンマームは、女性の社交の場として活用された経緯があり、オスマン帝国時代にトルコの都市を訪れた西欧の旅行者たちは、富裕な階層から庶民に至るまで様々な出自の女性たちが、ベールで顔を隠して浴場に赴く様をしばしば奇異と驚きの目をもって外国に伝えた。
こうしたイメージの伝播はしかし、ハンマーム本来の社交的な機能とは裏腹に、ベールに包まれた女性たちが素顔をさらして集う様が、東洋の神秘的でセクシャルなハーレムに対する幻想と相まって、西欧社会にある種の誤解をもたらすこととなった。西欧では古くから、「トルコ風呂」はエキゾチシズムを感じさせるオリエンタリズムのイメージとしばしば結びつけられてきた。
日本に初めて紹介された「トルコ風呂」も、こうしたオリエンタリズム的なイメージをもった西欧人の「トルコ風呂」である。中東では男性客には男性の垢すり師がつくのが原則であるが、日本を含む外国に紹介されたトルコ風呂では、しばしば男性に対しても女性の垢すり師がつけられるものと考えられていた。
こうした男性に対しても女性が垢すりを行う「トルコ風呂」が日本で始まったのは1951年に銀座の「東京温泉」に設けられたのが始まりとされる。元は許斐氏利が上海のトルコ風呂に着想を得て、東京に持ち込んだとされる。定着していく過程で、1966年にトルコ風呂が個室付浴場（サウナ）として許可された。1964年東京オリンピック開催時、世界中からの観光客の手前、トルコ嬢によるサービス自粛など当局の風紀取締りが強くなった事情に加え、赤線の廃止によって行き場を失った性風俗店と結びついたことで、性風俗店としての「トルコ風呂」が発展していった。その後、1984年12月19日に後述の理由で「ソープランド」と改名された。韓国では、日本のトルコ風呂に感銘を受けた韓国人が自国でも同じようにこの種の性風俗店を誕生させ、「トッキータン（トルコ風呂）」と名づけて広まっていった。
松沢呉一は、著書『エロスの原風景』（ポット出版、2009年6月。ISBN 978-4-7808-0126-2 ）において、戦前の1940年頃、上海に日本人の「トルコ風呂」が存在したことを示し、定説に修正を迫っている。

## 名称問題と改名

### 日本での動き
1960年代後半頃より、性風俗店としての「トルコ風呂」は日本で広く通用する言葉になっていた。「トルコ風呂」はさらにしばしば「トルコ」と略して呼ばれ、「トルコ」という名詞から第一に連想されるものは、中東にある国家よりも、むしろ性風俗店であるかのような状況で、日本に滞在するトルコ人の間では、祖国の名称や伝統文化が性風俗産業と結びつけられて使用されていることに対する憤慨を呼び起こしてきた。
ただし、トルコ共和国を含むイスラム国家で、歴史的・伝統的にセックス産業が存在しなかったわけではない。「トルコ風呂」名称の孕む問題は、トルコと性風俗の間に関係があるか否かではなく、本来性風俗文化とは無関係のトルコの浴場文化が『性風俗のイメージと混同』されて用いられたことや、「トルコ」が性風俗店の呼称として使われたため、国名である「トルコ」が、性風俗のイメージと結び付けられてしまうことにあった。
1981年（昭和56年）から1983年（昭和58年）にかけて、東京大学に留学していたトルコ人留学生、ヌスレット・サンジャクリも「トルコ風呂」の名称にショックを受けた一人である。トルコ共和国から再来日した1984年（昭和59年）8月、当時の厚生大臣である渡部恒三へ「トルコ風呂の名称変更」を直訴するなど、改名運動を行った。また、1983年（昭和58年）まで、東京都新宿区に「大使館」という性風俗店があり、そこが日本電信電話公社の50音別電話帳に「トルコ大使館」と掲載されていたため、渋谷区に駐在している本物の駐日トルコ共和国大使館が抗議したこともある。
この運動は、ジャーナリストの小池百合子の協力を得て、日本のマスコミにも大きく取り上げられた。その結果、同年10月に横浜市の特殊浴場協会が「トルコ風呂」の名称を用いないことを決定、愛知県と神戸市でも、横浜に続いて「トルコ風呂」の名称が撤廃された。
しかし、代わりとなる名称が決まらず、暫定的に「特殊浴場」「特浴」「湯房」などの名称が使われた。東京都特殊浴場協会は新しい名称を一般公募し、同年12月19日に赤坂プリンスホテルで会見を行い、新たな名称である『ソープランド』を発表した。2,400通以上の募集があり、最も多かった名称は「ロマン風呂」「浮世風呂」だった。このほか、「コルト」「ラブリーバス」「オアシス」「ロマンス風呂」「ラブユ」などの名称が提案された。
以降、性風俗店を意味する「トルコ風呂」「トルコ」の呼称は公的に使われることがなくなり、発表済みの小説や漫画作品においては、文章やセリフの削除もしくは「ソープランド」「ソープ」への修整が行われた。しかし、性的なイメージと離れた「ソープランド」の名称に、当初は反発する声もあった。これらの風俗店で、性的なサービスに従事する女性を指す名前も、「トルコ嬢」から「ソープ嬢」「ソープレディ」に改められたが、新しい名前は馴染みが薄いために「ホステス」「コンパニオン」の名前が使われているところもある。
なお1984年10月、旧厚生省生活衛生局指導課より全国の都道府県政令市等の担当部局宛に、管轄の公衆浴場に「トルコ」「○○大使館」といった文言を使わせないようにする通知が発出されている。

### タイ王国での動き
タイでも、かつては性サービスを行う店に「トルコ風呂」の名称が使われていた。詳しい時期や経緯は不明ではあるが、「マッサージパーラー」という名称に変わっている。

### 韓国での動き
韓国では日本とは異なり、「터키탕（トルコ風呂、トーキッシュバス）」の名称が問題視されることがなく、長らく「トルコ風呂」の名称が存続した。ようやくこのことが問題視されるようになったのは、1990年代後半からのことである。韓国の「トルコ風呂」名称問題では、トルコから政府レベルでの抗議をされ、1997年、韓国政府はトルコ政府の申し立てを受け、公衆衛生法施行令を改正し「터키탕」（トルコ風呂）の呼称を公式に「증기탕」（蒸気風呂）に変更することにした。ただし、2011年現在でも、「トルコ風呂」の名称が使用されており、ホテルの設備サービスに「Turkish bath（トルコ風呂）」と案内している事例がみられる。